# Dollar de la Pierre
Tlaloc M
Dollar de la Pierre ou Tlaloc M (né le 1er mai 1991, mort le 30 mars 2012) est un étalon Selle français de saut d'obstacles. Né Dollar de la Pierre, il est renommé Tlaloc M sous la selle de Santigo Lambre pour les écuries La Silla au Mexique. C'est sous ce nom qu'il participe aux Jeux Olympiques de Sydney en 2000. Il est racheté par Zangersheide, qui le revend à M. Mars, lequel le confie au cavalier français Reynald Angot. 
Avec Angot, Dollar de la Pierre remporte la finale 2001 des Sire of the World, et la médaille d'or de saut d'obstacles par équipe à Jerez de la Frontera.

## Histoire
Il naît le 1er mai 1991 à l'élevage du Dr Michel Herbeau, au lieu-dit La Pierre, à Neung-sur-Beuvron dans le Loir-et-Cher (France).
Il débute au niveau international avec le cavalier mexicain Santiago Lambre, en faveur du haras de La Silla. Il retourne ensuite en Europe, monté par Florian Angot.
Alors qu'il était pressenti pour participer aux Jeux équestres mondiaux de 2006, en avril, il souffre d'un gonflement du jarret qui pousse à le rapatrier au haras des M.
Il est officiellement mis à la retraite mi-décembre 2006, bien remis de son lavage articulaire du jarret, mais la famille Mars, ses propriétaires, décide de le mettre à la retraite et de le consacrer uniquement à sa carrière de reproducteur.
Il meurt durant la nuit du 30 mars 2012, des suites de coliques.

## Description
Dollar de la Pierre est un étalon de robe baie, inscrit au stud-book du Selle français. Il toise 1,67 m.

## Origines
Dollar de la Pierre est un fils de l'étalon Selle français Quidam de Revel, et de la jument Loripierre, par Foudre de Guerre,. C'est un Selle français A (label SF originel), ce qui signifie que son pedigree ne compte pas de chevaux d'origines autres que françaises sur 4 générations.

## Carrière de reproduction
Comme étalon, Dollar de la Pierre a notamment donné naissance à Incas de l'Oasis (1996), Rebozzo La Silla (2001), Ollar de Blondel,
Oscar des Peux (2002), Padischa de Mars, Picador Tame, Polissonnes des Neyes (2003), Quismy des Vaux (2004), Rastapopoulos Latour (2005), Sarawak Semilly, Scareface de Mars (2006), Hos d'O, Tchin de Pléville,  Toxic de Mars (2007) et Udolatre Heuvelland (2008).